# Subliminal Records
Subliminal Records è un'etichetta discografica di musica house con base nel New Jersey fondata dai Dj: Erick Morillo, Harry Romero e Josè Nuñez.